# Homotopi
Homotopi är ett begrepp inom topologi.
Låt {\displaystyle U} och {\displaystyle V} vara  topologiska rum.
Två funktioner {\displaystyle f}, {\displaystyle g:U\to V} säges vara homotopa om det finns en kontinuerlig funktion {\displaystyle F:U\times [0,1]\to V}, där {\displaystyle F(x,0)=f(x)\forall x\in U}, och {\displaystyle F(x,1)=g(x)\forall x\in U}. Funktionen {\displaystyle F} är en homotopi.
I fallet {\displaystyle U=[0,1](\subset \mathbb {R} )}, {\displaystyle V=\mathbb {R} ^{2}}, är alltså två funktioner homotopa om kurvorna i {\displaystyle \mathbb {R} ^{2}} de beskriver kan kontinuerligt deformeras till varandra.
Relationen mellan funktioner {\displaystyle U\to V} att vara homotopa är en ekvivalensrelation, som delar in funktionerna i homotopiklasser.